# Ogień (album Breakout)
Ogień – drugi album zespołu Breakout sygnowany nazwiskiem Miry Kubasińskiej. W przeciwieństwie do poprzednika zawierał repertuar o zdecydowanie rockowym charakterze, przemieszany nastrojowymi piosenkami z kameralnym akompaniamentem gitary. Pierwsze wydanie tego materiału muzycznego na płycie CD ukazało się w 1992 r. (Digiton: nr katalogowy DIG 120) w nakładzie 500 egz., tłoczone w USA. Pierwotnie próbne tłoczenie zlecono Szwedom, ale ostatecznie po otrzymaniu 50 egz. zadecydowano o jego komisyjnym zniszczeniu. 

## Spis utworów
Muzyka: Tadeusz Nalepa.
Słowa: Bogdan Loebl.
Strona A
| 1. | „Nie zapalaj światła” | 3:09  |
|    |                       |       |
| 2. | „Wielki ogień”        | 12:44 |
|    |                       |       |
| 3. | „Liście zabrał wiatr” | 4:31  |
|    |                       |       |
|    |                       | 20:24 |
|    |                       |       |
Strona B
| 1. | „Na dnie mych oczu”  | 6:27  |
|    |                      |       |
| 2. | „Masz to dziś”       | 6:20  |
|    |                      |       |
| 3. | „Czarno-czarny film” | 3:13  |
|    |                      |       |
| 4. | „Dałeś mi pierścień” | 3:50  |
|    |                      |       |
|    |                      | 19:50 |
|    |                      |       |

## Skład
- Mira Kubasińska – śpiew
- Tadeusz Nalepa – gitary
- Tadeusz Trzciński – harmonijka
- Jerzy Goleniewski – gitara basowa
- Stefan Płaza – perkusja

## Realizacja
- Reżyser dźwięku: Janusz Urbański
- Operator dźwięku: Krystyna Urbańska
- Projekt graficzny: Marek Karewicz